# Gaston Kahn
Pour les articles homonymes, voir Kahn.
Gaston Kahn, né le 29 septembre 1864 à Paris où il est mort le 21 mai 1928, est un diplomate français.

## Biographie
Camille Gaston Kahn, issu d’une famille de la petite bourgeoisie juive, est diplômé de l’École spéciale des langues orientales vivantes. Il est d'abord nommé au Tonkin en 1886, au moment de l'établissement du protectorat, interprète, adjoint à l’inspecteur des écoles franco-annamites. Il devient consul en Chine, à la tête des concessions françaises de Canton (1904-1906), de Tianjin (1909-1912), de Shanghai (1913-1915). À Shanghai, à la suite de la Révolution chinoise de 1911, il mène les négociations qui vont amener le décuplement du territoire de la concession française. Il est nommé ministre plénipotentiaire à Bangkok en 1918, puis inspecteur des postes diplomatiques et consulaires, chef du service des œuvres françaises à l’étranger.

## Distinctions
- Officier de la Légion d'honneur en 1920[4]